# Daphnia atkinsoni
Daphnia atkinsoni är en kräftdjursart som beskrevs av Baird 1859. Daphnia atkinsoni ingår i släktet Daphnia, och familjen Daphniidae. Arten är reproducerande i Sverige.